# ألساندرو باتشي
ألِسّاندرو باتشي (بالإيطالية: Alessandro Paci)‏ (و 1964) ممثل ومخرج وكوميدي إيطالي.

## أفلام
- Welcome to home Gori ،1990
- Zitti e Mosca ،1991
- Amami (movie) ،1992
- Bonus Malus ،1993

## روابط خارجية
- ألساندرو باتشي على موقع IMDb (الإنجليزية)
- ألساندرو باتشي على موقع ألو سيني (الفرنسية)
- ألساندرو باتشي على موقع أول موفي (الإنجليزية)
- ألساندرو باتشي على موقع قاعدة بيانات الفيلم (الإنجليزية)
- ألساندرو باتشي على موقع كينوبويسك (الروسية)